# 小蘇 (愛荷華州)
小蘇（英語：Little Sioux）是一個位於美國愛荷華州哈里森縣的城市。

## 地理
小蘇的座標為41°48′33″N 96°01′21″W / 41.80917°N 96.02250°W，而該地的平均海拔高度為316米（即1037英尺）。

## 人口
根據2010年美國人口普查的數據，小蘇的面積為0.96平方千米，當中陸地面積為0.96平方千米，而水域面積為0.00平方千米。當地共有人口170人，而人口密度為每平方千米177人。